# Frans Jacobus van den Blijk

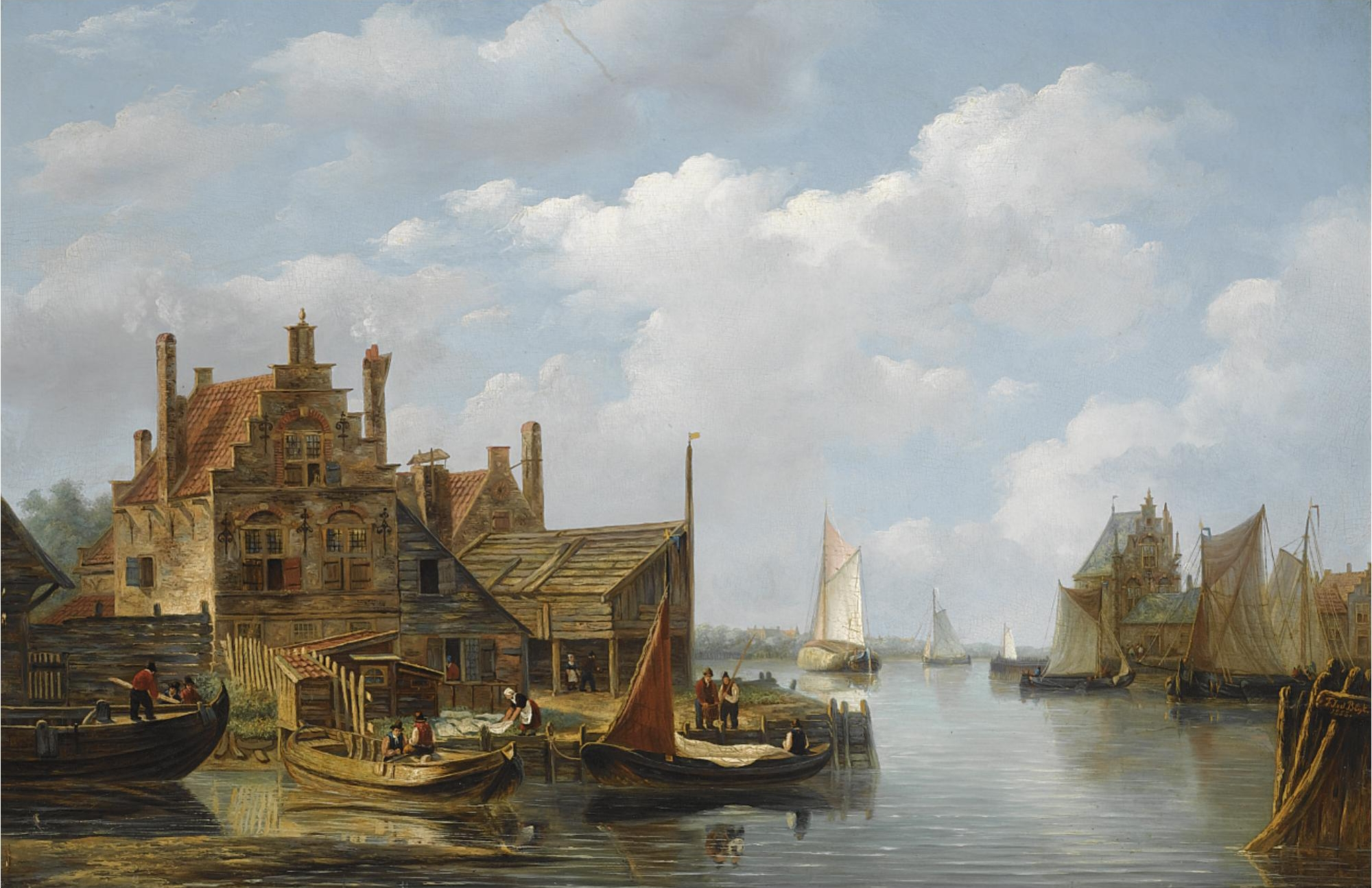
Ein Blick auf ein Dorf
am Flussufer

Frans Jacobus van den Blijk (auch van den Blyk, * 25. September 1806 in Dordrecht; † 4. August 1876 ebenda) war ein niederländischer Marinemaler. 
Seine Eltern waren Raphaël van den Blijk und Josina Ketting.
Van den Blijk erhielt seinen Malunterricht in Dordrecht bei Johannes Christiaan Schotel. Er verbrachte sein ganzes Leben in Dordrecht, mit Marinemalerei beschäftigt.
Er unternahm Studienreisen entlang der niederländischen Küste, Flandern und Frankreich. 1834 malte er gemeinsam mit dem Dordrechter Maler Willem de Klerk eine Marinelandschaft.
Von 1830 bis 1875 zeigte er seine Werke auf den Ausstellungen in Den Haag, im Zeitraum von etwa 1830 bis 1840 auch in Deutschland.